# Nannotrigona mellaria
Nannotrigona mellaria är en biart som först beskrevs av Smith 1862.  Nannotrigona mellaria ingår i släktet Nannotrigona och familjen långtungebin. Inga underarter finns listade i Catalogue of Life.